# Калафіндешть (комуна)
Калафіндешть, Калафіндешті (рум. Calafindești) — комуна у повіті Сучава в Румунії. До складу комуни входять такі села (дані про населення за 2002 рік):
- Ботошаніца-Маре (358 осіб)
- Калафіндешть (2336 осіб)

Комуна розташована на відстані 380 км на північ від Бухареста, 24 км на північний захід від Сучави, 134 км на північний захід від Ясс.

## Населення
За даними перепису населення 2002 року у комуні проживала 5801 особа.
Національний склад населення комуни:
| Національність | Кількість осіб | Відсоток |
| -------------- | -------------- | -------- |
| румуни         | 5536           | 95,4%    |
| українці       | 253            | 4,4%     |
| угорці         | 1              | < 0,1%   |

Рідною мовою назвали:
| Мова       | Кількість осіб | Відсоток |
| ---------- | -------------- | -------- |
| румунська  | 5389           | 92,9%    |
| українська | 400            | 6,9%     |
| угорська   | 1              | < 0,1%   |

Склад населення комуни за віросповіданням:
| Релігія                             | Кількість осіб | Відсоток |
| ----------------------------------- | -------------- | -------- |
| православні                         | 4652           | 80,2%    |
| п'ятдесятники                       | 844            | 14,5%    |
| баптисти                            | 221            | 3,8%     |
| адвентисти                          | 77             | 1,3%     |
| бретрени                            | 3              | 0,1%     |
| римо-католики                       | 1              | < 0,1%   |
| реформати                           | 1              | < 0,1%   |
| лютерани (Аугсбурзького сповідання) | 1              | < 0,1%   |
| атеїсти                             | 1              | < 0,1%   |